# محوطه قاضی خان علیا
محوطه قاضی خان علیا مربوط به دوره اشکانیان - دوره ساسانیان است و در شهرستان چرداول، بخش شیروان، دهستان عرب رودبار، ۶۰۰ متری جنوب روستای قاضی خان علیا واقع شده و این اثر در تاریخ ۲۷ آبان ۱۳۸۶ با شمارهٔ ثبت ۲۰۲۲۳ به‌عنوان یکی از آثار ملی ایران به ثبت رسیده است.